# Israel Madaye
Israel Madaye, né le 23 mars 1988, est un archer tchadien.

## Carrière
Israel Madaye nait le 23 mars 1988, est médaillé de bronze en arc classique par équipe mixte avec Marlyse Hourtou aux Jeux africains de 2019 à Rabat. Lors de ces Jeux, il termine quatrième de l'épreuve individuelle, ce qui le qualifie pour les Jeux olympiques d'été de 2020 à Tokyo,,.
En novembre 2022, dans le cadre de l'Olympic solidarity, il devient résident du W.A.E.C (World Archery Excellence Centre) à Lausanne. En 2023 son nouveau coach, Howard Catherine, le prépare et le soutient dans son objectif, sa sélection pour Paris en 2024.
Un an après son arrivée en Suisse, aux Championnats d'Afrique de tir à l'arc 2023 à Nabeul, il obtient la médaille d'or en arc classique par équipe mixte avec Martine Abaïfouta Hallas Maria.
En mai 2024, avec un score de 647 points, il se qualifie pour les J.O de Paris.
Il est nommé porte-drapeau de la délégation du Tchad aux Jeux olympiques d'été de 2024 à Paris aux côtés de la judokate Demos Memneloum.
Pendant ces Jeux Olympiques, Israël Madaye a inscrit un point au 2e set, pour un score final de 66, tandis que son adversaire sud-coréen Kim Woo-jin a réalisé un 88 sur 90. Cette performance a suscité une attention significative de la part des médias sud-coréens, soulignant les attentes élevées placées en lui pour une compétition d'une telle envergure. Ils ont découvert qu'Israel était un autodidacte qui s'entraînait au cimetière, ce qui rend sa participation aux JO d'autant plus remarquable. Cette mise en lumière a suscité de nombreux messages de soutien de la part de la communauté sud-coréenne, ainsi qu'une invitation à se rendre dans ce pays où le tir à l'arc est un sport d'excellence,.